# Keiko Tsushima
Keiko Tsushima (津島恵子, Tsushima Keiko) est une actrice japonaise, née le 7 février 1926 à Tsushima et morte le 1er août 2012 à Tokyo. Elle a également été créditée sous le nom de Shizuko Kojima au générique de deux films. Son vrai nom est Naoko Mori (森直子, Mori Naoko).

## Biographie
Keiko Tsushima apparait pour la première fois à l'écran dans Le Bal de la famille Anjo de Kōzaburō Yoshimura. Son nom de scène fait référence à sa ville natale de Tsushima. Elle est notamment connue pour le rôle de Shino dans Les Sept Samouraïs et pour avoir joué dans Le Goût du riz au thé vert de Yasujirō Ozu et dans La Tour des lys de Tadashi Imai.
En 1957, elle épouse Iwao Mori, le fils aîné du vice-président de la Tōhō et directeur de TBS.
Keiko Tsushima a tourné dans près de 90 films entre 1947 et 2002.
Elle meurt à l'âge de 86 ans le 1er août 2012 dans un hôpital de l'arrondissement de Chūō à Tokyo des suites d'un cancer de l'estomac,.

## Filmographie partielle

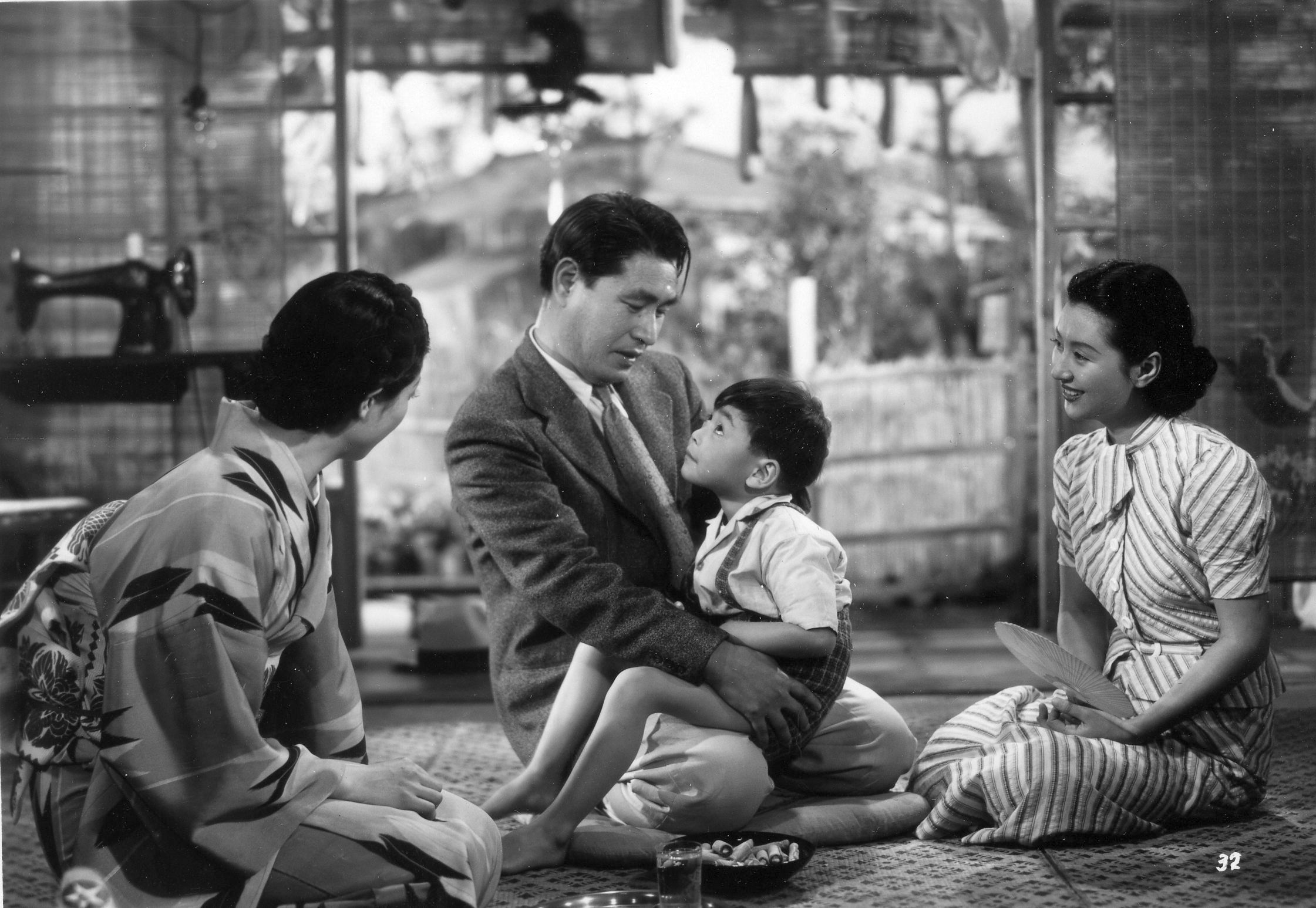
Chikage Awashima, Shin Saburi, Kōji Shitara et Keiko Tsushima dans Vagues (1952).

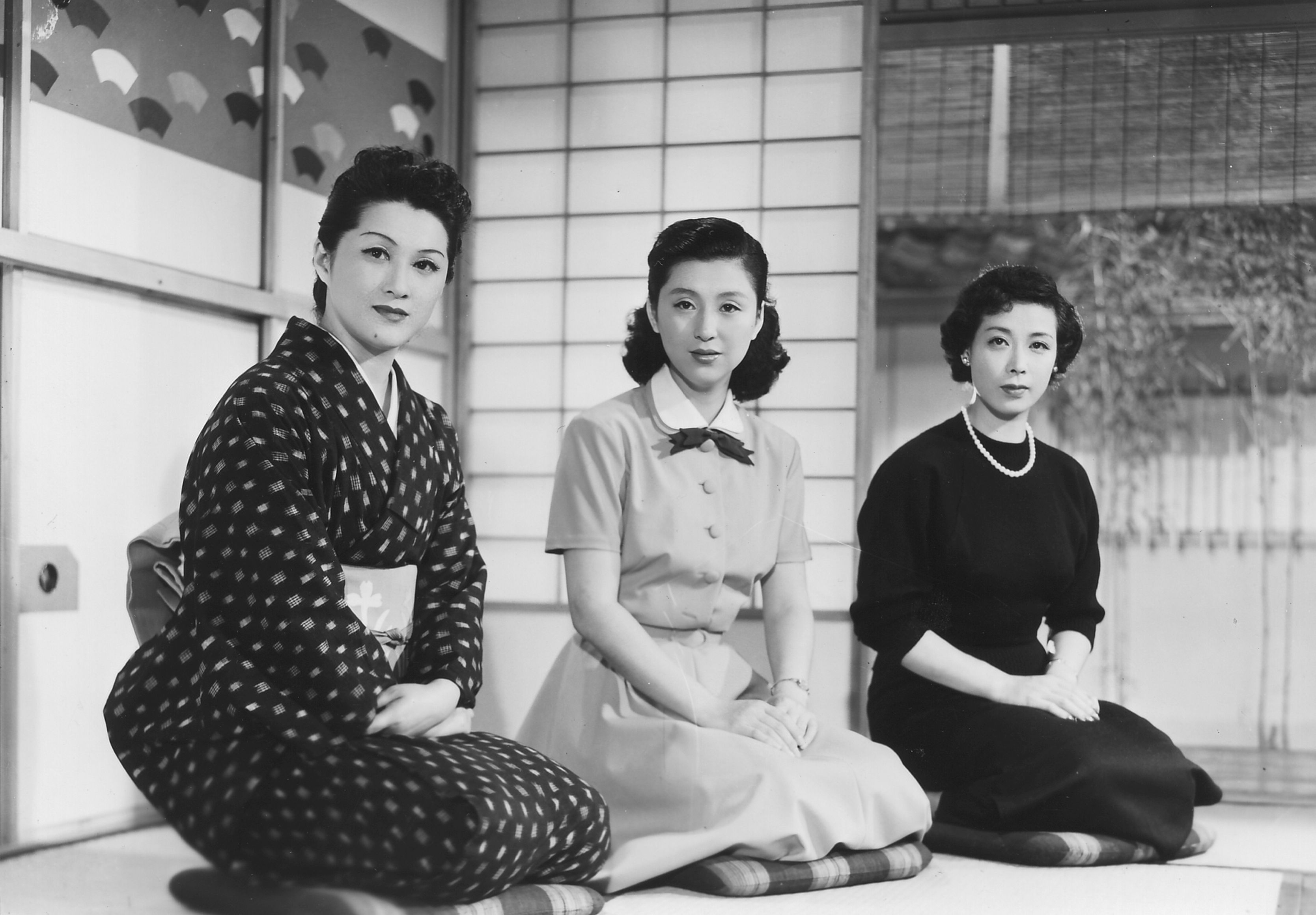
Michiyo Kogure, Keiko Tsushima et Chikage Awashima dans Le Goût du riz au thé vert (1952).

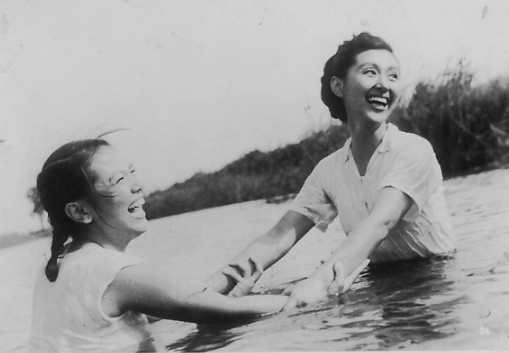
Keiko Tsushima (à droite) dans La Tour des lys (1953).

- 1947 : Le Bal de la famille Anjo (安城家の舞踏会, Anjō-ke no butōkai'?) de Kōzaburō Yoshimura : Yōko Shinkawa
- 1948 : Idainaru X (偉大なるＸ?) de Hideo Ōba
- 1949 : Kimi mate do mo (君待てども?) de Noboru Nakamura
- 1949 : Kanashiki kuchibue (悲しき口笛?) de Miyoji Ieki
- 1949 : Hana mo arashi mo (花も嵐も?) de Yasushi Sasaki
- 1950 : Yume o meshimase (夢を召しませ?) de Yūzō Kawashima : Midori Matsumura
- 1950 : Haru no shio: Zenpen (春の潮 前篇?) de Noboru Nakamura
- 1950 : Haru no shio: Kōhen (春の潮 後篇?) de Noboru Nakamura
- 1950 : Les Cloches de Nagasaki (長崎の鐘, Nagasaki no kane?) de Hideo Ōba
- 1950 : Josei sanjūsō (女性三重奏?) de Yasushi Sasaki
- 1950 : Hana no omokage (花のおもかげ?) de Miyoji Ieki
- 1950 : Retour au pays (帰郷, Kikyō?) de Hideo Ōba
- 1951 : Kanpai! Waga danna (乾杯！若旦那?) de Tadao Ikeda
- 1951 : Junpaku no yoru (純白の夜?) de Hideo Ōba
- 1951 : Tenshi mo yume o miru (天使も夢を見る?) de Yūzō Kawashima
- 1951 : Feux d'artifice sur la mer (海の花火, Umi no hanabi?) de Keisuke Kinoshita : Yukiko Nomura
- 1951 : Tekirei san'nin musume (適齢三人娘?) de Yūzō Kawashima : Motoko Matsukawa
- 1952 : Tonkatsu taishō (とんかつ大将?) de Yūzō Kawashima : Mayumi Sada
- 1952 : Vagues (波, Nami?) de Noboru Nakamura
- 1952 : Mazō (魔像?) de Tatsuo Ōsone
- 1952 : Le Goût du riz au thé vert (お茶漬の味, Ochazuke no aji?) de Yasujirō Ozu : Setsuko Yamauchi
- 1953 : La Tour des lys (ひめゆりの塔, Himeyuri no tō?) de Tadashi Imai : professeur Miyagi
- 1953 : Le Cœur sincère (まごころ, Magokoro?) de Masaki Kobayashi : Kiyoko Nonomiya
- 1953 : Hiroba no kodoku (広場の孤独?) de Shin Saburi : Fumie
- 1953 : Miseraretaru tamashī (魅せられたる魂?) de Masahisa Sunohara (en)
- 1954 : Révolte (叛乱, Hanran?) de Shin Saburi et Yutaka Abe
- 1954 : Le Faucon magnifique (美しき鷹, Utsukushiki taka?) de Masahiro Makino
- 1954 : La Maison hantée (お菊と播磨, Okiku to Harima?) de Daisuke Itō
- 1954 : Les Sept Samouraïs (七人の侍, Shichinin no samurai?) de Akira Kurosawa : Shino
- 1954 : Le Cap Ashizuri (足摺岬, Ashizuri misaki?) de Kōzaburō Yoshimura
- 1954 : Kunisada Chūji (国定忠治?) d'Eisuke Takizawa : Otoyo
- 1954 : Kuroi ushio (黒い潮?) de Sō Yamamura
- 1954 : La Vallée de l'amour et de la mort (愛と死の谷間, Ai to shi no tanima?) de Heinosuke Gosho
- 1955 : L'Homme-torpille (人間魚雷回天, Ningen gyōrai kaiten?) de Shūe Matsubayashi
- 1955 : Bō-chan kisha (坊ちゃん記者?) de Haruyasu Noguchi
- 1955 : Le Bar du crépuscule (たそがれ酒場, Tasogare sakaba?) de Tomu Uchida
- 1955 : Yukiko (由紀子, Yukiko?) de Tadashi Imai
- 1955 : Le Journal des acteurs ambulants (浮草日記, Ukigusa nikki?) de Satsuo Yamamoto
- 1956 : Kyatsu o nigasuna (彼奴を逃すな?) de Hideo Suzuki
- 1956 : Jour de mariage (嫁ぐ日, Totsugu hi?) de Kōzaburō Yoshimura
- 1956 : Avalanche (雪崩, Nadare?) de Satsuo Yamamoto
- 1956 : Tengoku wa dokoda (天国はどこだ?) de Shūe Matsubayashi
- 1956 : Feu follet (鬼火, Onibi?) de Yasuki Chiba
- 1956 : Kōjinbutsu no fūfu (好人物の夫婦?) de Yasuki Chiba
- 1956 : Uwaki ryokō (浮気旅行?) de Toshio Sugie
- 1957 : Oshaberi shachō (おしゃべり社長?) de Nobuo Aoyagi
- 1957 : Yama to kawa no aru machi (山と川のある町?) de Seiji Maruyama
- 1957 : Kono futari ni sachi are (この二人に幸あれ?) d'Ishirō Honda
- 1957 : Histoire de Zenpa et Sanpei I (善太と三平物語 風の中の子供, Zenpa to Sanpei monogatari : Kaze no naka no kodomo?) de Kajirō Yamamoto
- 1957 : Histoire de Zenpa et Sanpei II (善太と三平物語 お化けの世界, Zenpa to Sanpei monogatari : Obake no sekai?) de Kajirō Yamamoto
- 1958 : Tsuzurikata kyodai (つづり方兄妹?) de Seiji Hisamatsu
- 1959 : Suzukake no sanpomichi (すずかけの散歩道?) de Hiromichi Horikawa
- 1959 : Le Phare (燈台, Tōdai?) de Hideo Suzuki
- 1962 : Sōtome ke no musume tachi (早乙女家の娘たち?) de Seiji Hisamatsu
- 1970 : Nihon dābī: Shōbu (日本ダービー 勝負?) de Jun'ya Satō
- 1971 : Futari dake no asa (二人だけの朝?) de Takeshi Matsumori
- 1972 : Jinsei gekijō: Seishun hen aiyoku hen zankyō hen (人生劇場 青春篇 愛欲篇 残侠篇?) de Tai Katō
- 1973 : Hitotsubu no namida (ひとつぶの涙?) de Hirokazu Ichimura (ja)
- 1974 : Ashita kagayaku (あした輝く?) de Shigeyuki Yamane
- 1975 : Shiosai (潮騒?) de Katsumi Nishikawa
- 1976 : Amour et rupture au Sri Lanka (スリランカの愛と別れ, Suri Ranka no ai to wakare?) de Keisuke Kinoshita
- 1984 : C'est dur d'être un homme : Amour interdit (男はつらいよ 寅次郎真実一路, Otoko wa tsurai yo: Torajirō shinjitsu ichiro?) de Yōji Yamada : Shizuko
- 1989 : Haru kuru oni (春来る鬼?) d'Akira Kobayashi
- 1995 : Demain (あした, Ashita?) de Nobuhiko Ōbayashi
- 1999 : Furusato (故郷?) de Kan Mukai (ja)
- 2001 : Kokubetsu (告別?) de Nobuhiko Ōbayashi
- 2002 : Nagoriyuki (なごり雪?) de Nobuhiko Ōbayashi